# Casa Academica
Casa Academica är ett finländskt studentkårhus i Främre Tölö i Helsingfors, som byggdes 1972–1975 för Svenska handelshögskolans studentkår och Mellersta Finlands nation vid Helsingfors universitet. Byggnaden ritades av Reino Huhtiniemi och Kimmo Söderholm.
Byggnaden representerar modernistisk arkitektur (en arkitektstil som också benämns "industriell rationalism") och sticker ut från sin omgivning. Dess mest uppmärksammade drag är en infälld balkong på andra våningen, vilken är upphängd med diagonala, röda metallstöd. 
Kårlokalerna var ursprungligen av betydande storlek. Så täckte till exempel balsalen hela änden av huset. Dess yttervägg är av glas, precis som övriga utrymmen på detta våningsplan. Byggnaden renoverades 2005, varvid bland annat vissa tidigare större lokaler delades upp för uthyrning.
I byggnaden finns också flera affärslokaler.